# Saint-Martin-du-Tertre (Yonne)
Saint-Martin-du-Tertre – miejscowość i gmina we Francji, w regionie Burgundia-Franche-Comté, w departamencie Yonne.
Według danych na rok 1990 gminę zamieszkiwały 1313 osoby, a gęstość zaludnienia wynosiła 190 osób/km² (wśród 2044 gmin Burgundii Saint-Martin-du-Tertre plasuje się na 176. miejscu pod względem liczby ludności, natomiast pod względem powierzchni na miejscu 1116.).